# Ron Dekker

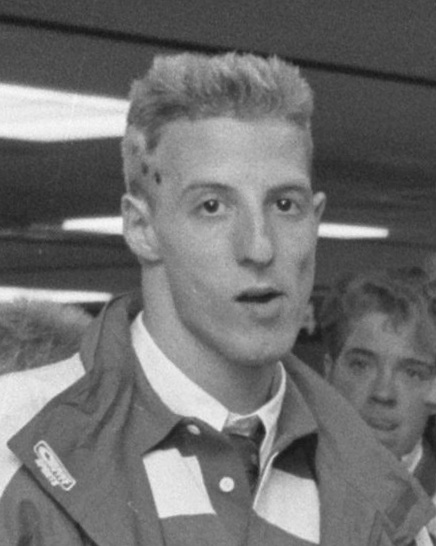
Ron Dekker in 1988

Ronald ("Ron") Dekker (Deventer, 30 juni 1966) is een voormalig Nederlands topzwemmer op de schoolslag, die nog tot op late leeftijd (35) deelnam aan nationale wedstrijden.
Dekker, erelid van zwemvereniging De IJsel uit zijn geboortestad Deventer, was een specialist op de kortebaan (25 meter): draaien en keren kon hij als een van de besten. Zijn grootste internationale successen behaalde hij dan ook bij de internationale toernooien in het 'kleine bad', zoals bij de EK kortebaan in Gelsenkirchen (1991), waar hij twee zilveren medailles won: op de 50 meter schoolslag en de 100 meter wisselslag. Ook bij de drie daaropvolgende edities, in Espoo (1992), Gateshead (1993) en Stavanger (1994), viel hij in de prijzen. In Gateshead won hij de 100 meter wisselslag.
Pure snelheid op de langebaan (50 meter) kwam Dekker echter te kort, en daarom deed hij slechts mee aan één Olympische Spelen: Seoel 1988. Toch belette die 'handicap' de meervoudig Nederlands kampioen niet om tot op late(re) leeftijd deel te nemen aan nationale kampioenschappen op de korte afstanden, tot afgrijzen van (een deel van) de jonge(re) garde. Dekker werd jarenlang bijgestaan door zijn broer, de latere bondscoach en teammanager Raaltenaar René Dekker.